# (6286) 1983 EU
(6286) 1983 EU (1983 EU, 1991 RM9) — астероїд головного поясу.
Тіссеранів параметр щодо Юпітера — 3,622.